# Michael Ondaatje
Michael Ondaatje (Kegalle, 12 settembre 1943) è uno scrittore e regista singalese naturalizzato canadese, noto soprattutto per il romanzo Il paziente inglese, vincitore nel 1992 del Booker Prize, da cui è stato tratto l'omonimo film vincitore di 9 Premi Oscar.

## Biografia
Michael Ondaatje nasce nel 1943 a Kegalle, in Sri Lanka, al tempo conosciuto come Ceylon. Quando è ancora molto piccolo i genitori divorziano a causa dei problemi di alcolismo del padre e Michael viene affidato, con i fratelli, alle cure della madre con la quale si trasferisce a Colombo.
In seguito alla proclamazione dell'indipendenza dello Sri Lanka e alla crisi economica che colpisce il Paese, la madre perde il suo reddito ed è costretta a trasferirsi a Londra dove apre una pensione a Lancaster Gate, lasciando i figli nell'isola asiatica, in affidamento ad alcuni parenti.
Solo nel 1952, all'età di 9 anni, Michael riesce con i fratelli a raggiungere la madre in Inghilterra, dove resterà per dieci anni, fino a quando con il fratello maggiore si trasferirà a Montréal, in Canada. Negli anni sessanta del Novecento, quando vi giunge per la prima volta, il Canada sta attraversando un periodo di grande trasformazione economica e demografica, sulla spinta dell'imponente flusso migratorio esterno, i cui effetti ricadono anche nella vita sociale, politica e culturale del paese, avviato verso il multicuralismo. Lo stesso Ondaatje sperimenterà nel corso della sua vita culture diverse: quella del paese natale, lo Sri Lanka, nel quale trascorrerà la sua infanzia, come membro di una famiglia benestante della società coloniale singalese; quella britannica: a Londra vivrà la sua adolescenza e riceverà l'istruzione superiore; quella canadese, il paese in cui si affermerà come scrittore.
Tra il 1962 e il 1964, mentre sta frequentando la Bishop's University in Lennoxville, Québec, viene introdotto nell'ambiente letterario canadese dal poeta D. G. Jones, suo amico e mentore, e conosce alcuni dei più importanti artisti del momento, come A. J. M. Smith e Louis Dudek.
Nel 1963 si sposa con Betty Kimbark e l'anno seguente si trasferisce a Toronto, dove porta a termine gli studi universitari. Nel 1966 alcune sue poesie vengono pubblicate in una grande antologia della nuova scrittura canadese, New wave Canada; l'anno seguente consegue il Master of Arts presso la Queen University, e sempre nello stesso anno, dopo aver accettato di insegnare all'University of Western Ontario, vede le stampe la sua prima collezione di poesie,The Dainty Monster. Tra i temi caratterizzanti questa raccolta e la successiva, The man with seven toes (1969), sono presenti la relazione tra violenza e creatività, tra umano e naturale, ragione ed istinto.
Con il romanzo in versi Le opere complete di Billy the Kid (The collected works of Billy the Kid), pubblicato nel 1970, vince il Governor General's Literary Award for Fiction. Il libro, composto da una serie di racconti brevi sospesi fra realtà e finzione, narra i momenti salienti della vita del noto fuorilegge e del suo conflitto con lo sceriffo Pat Garrett. Ondaatje si immedesima con il protagonista raccontando la vicenda sia attraverso il punto di vista di Billy (alcune parti sono scritte in prima persona), che attraverso la propria visione di poeta. Altro tratto caratterizzante sono le scene d'amore inframmezzate da episodi violenti.
Nello stesso anno inizia a insegnare alla York University di Toronto, e decide di dedicarsi a nuove forme artistiche, come il teatro e il cinema, grazie ai contatti con gli scrittori della Coach House Press che lo avevano incoraggiato a esplorare i media.
Questa sua immersione nel mondo del cinema è particolarmente evidente nel primo romanzo pubblicato nel 1976, Buddy Bolden's blues (in inglese: Coming Through Slaughter), vincitore del Books in Canada First Novel Award, nel quale vengono fusi eventi reali ed immaginari per raccontare la vita di un famoso ma quasi dimenticato pioniere del jazz di New Orleans, Buddy Bolden. 
Nel 1982 vede le stampe Aria di famiglia (Running in the family), seguito nel 1987 dal romanzo Nella pelle del leone (In The Skin of Lion)
Nel 1988 Ondaatje riceve la carica di ufficiale dell'Ordine del Canada, la più alta onorificenza attribuita a personalità particolarmente rilevanti. Il suo terzo romanzo, Il paziente inglese, uscito nel 1992, lo lancerà definitivamente nella scena internazionale.
Con il romanzo successivo, Lo spettro di Anil (Anil's Ghost, 2000), l'ambientazione si sposta in Sri Lanka, il paese in cui Ondaatje nacque e trascorse la sua infanzia. 
Nel 2002 con il libro The Conversation: Walter Murch and the Art of Editing Film Ondaatje esamina la vita e la carriera del regista statunitense Murch, vincitore di tre Oscar e collaboratore di Francis Ford Coppola e George Lucas. I due si conobbero sul set dell'adattamento cinematografico di Il paziente inglese.
Sette anni dopo l'ultimo romanzo, vede la luce Divisadero (2007), seguito nel 2011 dal romanzo The Cat's Table, che rievoca, nel personaggio dell'undicenne Michael, il viaggio in nave che portò il giovanissimo Ondaatje dallo Sri Lanka all'Inghilterra per ricongiungersi con la madre.
Nel 2015 lo scrittore, insieme ad altri cinque importanti autori, ha deciso di non partecipare al gala del PEN America Center, come forma di protesta per la scelta dell'organizzazione di attribuire al giornale satirico francese Charlie Hebdo il suo premio per la libertà di espressione. Pur riconoscendo la gravità dei fatti accaduti, essi hanno accusato il giornale di promuovere "intolleranza culturale" e una "forzata visione secolare".

## Opere

### Romanzi
- 1976: Buddy Bolden's blues (Coming Through Slaughter), trad. Riccardo Duranti, Milano, Garzanti, 1998, ISBN 88-11-668-52-2.
- 1987: Nella pelle del leone (In the Skin of a Lion), trad. Marco Papi, Milano, Garzanti, 1999, ISBN 88-11-668-47-6.
- 1992: Il paziente inglese (The English Patient), trad. Marco Papi, Milano, Garzanti, 1993, ISBN 88-11-683-01-7.
- 2000: Lo spettro di Anil (Anil's Ghost), trad. Riccardo Duranti, Milano, Garzanti, 2003, ISBN 88-11-677-33-5. Lo spettro di Anil è stato pubblicato anche come audiolibro letto da Alan Cummings.[11]
- 2007: Divisadero, trad. Barbara Bagliano, Milano, Garzanti, 2012, ISBN 978-88-116-8608-8.
- 2011: L'ora prima dell'alba (The Cat's Table), trad. Stefania Cherchi, Milano, Garzanti, 2012, ISBN 978-88-116-8400-8.
- 2018: Luci di guerra (Warlight), trad. Alba Bariffi, Milano, Garzanti, 2019, ISBN 978-88-116-0570-6.

Sinossi dei romanzi: 
- Buddy Bolden's blues (in inglese: Coming Through Slaughter) è una biografia romanzata del pioniere del jazz di New Orleans Buddy Bolden, abile cornettista e improvvisatore, che nel 1907 cade in preda alla schizofrenia: finisce i suoi giorni in un istituto di salute mentale. Nel romanzo, vincitore del Books in Canada First Novel Award, Ondadtje fonde eventi reali ed immaginari[8], ed esplora il rapporto tra creatività e autodistruzione.

- Nella pelle del leone, iniziato nel 1980 e pubblicato sette anni dopo, è ambientato nella Toronto degli anni Venti del Novecento, e narra la vita e gli amori dell'operaio canadese Patrick, che vive a stretto contatto con la comunità di immigrati (turchi, macedoni, greci, italiani) impegnati a edificare la città, evidenziando la situazione di marginalità in cui vivevano queste comunità[12], protagoniste della creazione e trasformazione del Canada in una nazione moderna[13]. In questo romanzo come in quello successivo l'autore sceglie di raccontare esistenze sconosciute, dimenticate ed emarginate dalla storia ufficiale[14]. Fra i temi presenti: il valore del linguaggio come mezzo di comunicazione, i conflitti di classe, la condizione degli outsiders, l'opposizione sogno-realtà, il tema della maschera e del travestimento.[15] L'opera ebbe un grande successo di critica e vinse diversi premi: il Toronto Book Award, il Toronto Arts Award, il Trillium Book Award e fu finalista del premio letterario di Ritz Paris Hemingway.

- Il paziente inglese (The English Patient), suo terzo romanzo, è ambientato in una villa in Toscana durante la Seconda Guerra Mondiale. Quattro protagonisti, segnati profondamente dai traumi personali vissuti nel conflitto, cercano di scendere a patti col loro passato[16]. Ondaatje sfuma la linea sottile tra realtà e finzione per riflettere sul rapporto fra storia e memoria[17], sul valore dei confini e delle identità nazionali. Ricostruendo la storia di ogni singolo personaggio, focalizza l'attenzione sulle singole identità e sulla percezione degli eventi vissuta da ognuno. Il corpo del paziente inglese, segnato dalla guerra, diventa il simbolo dell'epoca buia nella quale è entrata l'umanità. Pubblicato nel 1992, vincerà l'anno successivo il Booker Prize; la storia verrà adattata al cinema da Anthony Minghella e riceverà nove premi Oscar nel 1997.

- Lo spettro di Anil (Anil's Ghost). Il quarto romanzo scritto da Ondaatje narra la storia di un'antropologa forense che negli anni Novanta, durante la guerra civile, ritorna nella sua terra natia, lo Sri Lanka, per indagare per conto delle Nazioni Unite su una serie di omicidi a sfondo politico avvenuti sull'isola. La donna vive un conflitto tra la sua oggettività scientifica, le pressioni politiche a cui viene sottoposta e le emozioni suscitate dal ritorno nel suo paese di origine[18]. I temi che spiccano nell'opera sono il multiculturalismo e la questione dell'identità, che emergono nella figura della protagonista. Anil infatti ha, nelle parole di Ondaatje, una natura "transnazionale": è nata in Sri Lanka ma cresciuta all'estero, ha adottato un nome maschile, è "occidentalizzata", è una scienziata e una portavoce delle Nazioni Unite. La sua figura rappresenta un mix di diverse culture, e trascende le nozioni convenzionali di identità, posizione sociale e genere[19]. Attraverso quest'opera Ondaatje mette in dubbio l'idea che l'identità individuale e nazionale siano qualcosa di immutabile. Grazie a questo libro vince il prestigioso Prix Médicis nel 2000.

- Divisadero, pubblicato dallo scrittore nel 2007, racconta una dolorosa storia familiare, ambientata tra la California degli anni Settanta e la Francia del XX secolo, i cui protagonisti sono un agricoltore rimasto vedovo, le giovani figlie Anna e Claire, e un orfano, Cooper, adottato dopo che i genitori sono stati uccisi in una fattoria vicina. Il titolo, nominato da Anna in un certo punto del libro come suo luogo di provenienza[20], può avere una doppia interpretazione, a seconda che venga ricondotto al concetto di divisione (il libro percorre la storia di conflitto, rottura e separazione dei quattro membri della famiglia), o al termine spagnolo "divisar", che significa guardare le cose da una certa distanza di tempo (il tempo come guaritore).[21] La dislocazione spaziale e temporale, e il luogo come metafora dell'esistenza individuale, cifre comune dei romanzi di Ondaatje, sono presenti anche in quest'opera, così come l'alternanza del punto di vista narrativo, ora detenuto dall'autore, ora affidato a uno dei principali personaggi[22]. Nel 2011 Ondaatje collabora con Daniel Brooks per mettere in scena il romanzo.[18]

- L'ora prima dell'alba (The Cat's Table). Nel 2011 viene pubblicato il romanzo L'ora prima dell'alba (The Cat's Table), ambientato a bordo della grande nave di linea Oronsay che viaggia da Colombo alla Gran Bretagna attraverso il canale di Suez e il Mediterraneo. Il romanzo si basa sull'esperienza fatta dall'autore nel 1954 quando lasciò lo Sri Lanka per raggiungere la madre in Inghilterra. Il titolo particolare del romanzo fa riferimento al tavolo che il giovane protagonista Michael condivide sulla nave con gli amici Cassius e Ramadhin: a differenza di quello del capitano, in cui possono accomodarsi solo ospiti di rilievo, al tavolo in cui si trova Michael, considerato il meno privilegiato di tutta la sala, siedono solo personaggi equivoci e di poco conto[23]. Durante il viaggio Michael sarà attratto e ossessionato dal mistero di un prigioniero in catene che ogni notte, lontano da sguardi indiscreti, viene condotto dalle guardie a prendere aria sul ponte della nave. Il viaggio rappresenta il passaggio dall'adolescenza all'età adulta, e dalla terra d'origine dell'autore ad un altro Stato.[24]

### Poesia
- 1967: The Dainty Monsters, Toronto: Coach House Press
- 1969: The Man with Seven Toes, Toronto: Coach House Press
- 1970: Le opere complete di Billy the Kid: bravate, amori, ammazzamenti e morte del ragazzo più cattivo del West, Milano: Garzanti, 2002. ISBN 881168529X
- 1973: Rat Jelly, Toronto: Coach House Press
- 1978: Elimination Dance/La danse eliminatoire, Ilderton[Ontario]: Brick Books Coldstream, 1980. ISBN 0-919626-55-6
- 1979: There's a Trick with a Knife I'm Learning to Do: Poems, 1963-1978, Toronto: McClelland and Stewart, 1979. ISBN 0-7710-6882-4
- 1984: Secular Love, Toronto: Coach House Press, 1988. ISBN 0-88910-288-0
- 1986: All along the Mazinaw: Two Poems (broadside), Milwaukee, Wisconsin: Woodland Pattern
- 1986: Two Poems, Woodland Pattern, Milwaukee, Wisconsin
- 1989: The Cinnamon Peeler: Selected Poems, London, United Kingdom: Pan; New York: Knopf, 1991
- 1998: Manoscritto (Handwriting), Milano : Garzanti, 1999. ISBN 88-11-63530-6
- 2006: The Story, Toronto: House of Anansi, 2006.

### Attività editoriali
Oltre ad essere uno scrittore, Ondaatje ha curato numerosi libri, fra cui The Faber Book of Contemporary Canadian Short Stories, ritenuto un'importante opera di riferimento della letteratura canadese, per la pluralità di voci rappresentate (dalle origini anglosassoni, alle autoctone, nere, francesi, caraibiche, indiane, giapponesi), e From Ink Lake: An Anthology of Canadian Short Stories, una raccolta di cinquanta brevi racconti di autori canadesi, dagli anni Trenta alla fine degli anni Ottanta, raccolti nell'intento di offrire una "panoramica geografica, emotiva e letteraria del Paese".
Ha svolto a lungo attività di editor di poesia presso la Coach House Press (1970-1990), e successivamente presso la rivista letteraria Brick.
- 1971: The Broken Ark, A Book of Beast, 1979. ISBN 0887500501
- 1977: Personal Fictions: Stories by Munro, Wiebe, Thomas, and Blaise, Toronto: Oxford University Press
- 1979: The Long Poem Anthology, Toronto: Coach House Press
- 1989: In collaborazione con Russell Banks and David Young, Brushes with Greatness: An Anthology of Chance Encounters with Greatness, Toronto: Coach House
- 1989: Editato con Linda Spalding, The Brick Anthology, illustrato da David Bolduc, Toronto: Coach House Press1
- 1990: From Ink Lake: An Anthology of Canadian Short Stories; New York: Viking
- 1990: The Faber Book of Contemporary Canadian Short Stories; London, United Kingdom: Faber
- 2000: Lost Classics, Toronto: Knopf Canada6-9; New York: Anchor, 2001, curato con Michael Redhill, Esta Spalding and Linda Spalding
- 2002: Mavis Gallant, Paris Stories, New York: New York Review Books (introduzione)

### Opere cinematografiche e adattamenti
Ondaatje si è dedicato anche al cinema e al teatro, con la produzione di opere che includono alcuni documentari, come Sons of Captain Poetry (1971), basato sulla figura del poeta B. P. Nichol, e The Clinton Special: A Film About The Farm Show (1974), versione cinematografica dell'opera The Farm Show rappresentata dalla compagnia teatrale Theatre Passe Muraille. Altri dei suoi romanzi come Le opere complete di Billy the Kid, Coming Through Slaughter e Divisadero sono stati adattati al teatro e messi in scena da diversi registi in Nord America e in Europa.
- 1971: The Broken Ark, A Book of Beast, 1979. ISBN 0887500501
- 1977: Personal Fictions: Stories by Munro, Wiebe, Thomas, and Blaise, Toronto: Oxford University Press
- 1979: The Long Poem Anthology, Toronto: Coach House Press
- 1989: In collaborazione con Russell Banks and David Young, Brushes with Greatness: An Anthology of Chance Encounters with Greatness, Toronto: Coach House
- 1989: Editato con Linda Spalding, The Brick Anthology, illustrato da David Bolduc, Toronto: Coach House Press1
- 1990: From Ink Lake: An Anthology of Canadian Short Stories; New York: Viking
- 1990: The Faber Book of Contemporary Canadian Short Stories; London, United Kingdom: Faber
- 2000: Lost Classics, Toronto: Knopf Canada6-9; New York: Anchor, 2001, curato con Michael Redhill, Esta Spalding and Linda Spalding
- 2002: Mavis Gallant, Paris Stories, New York: New York Review Books (introduzione)

### Altro
Aria di famiglia (memorie). Ondaatje fa ritorno in Sri Lanka più di una volta per entrare in contatto con le sue origini e ristabilire dei rapporti con i numerosi parenti che vivono lì; i risultati delle sue ricerche e le esperienze vissute in questi viaggi fungono da ispirazione per la scrittura di Aria di famiglia, pubblicato nel 1982, un'opera al confine fra memorie, storia culturale, romanzo sperimentale, in cui lo scrittore esplora, attraverso la storia della sua famiglia, le ibride origini storiche e le divisioni culturali interne del moderno Sri Lanka, il passato e le potenziali insidie di una politica post coloniale, mescolando elementi autobiografici con altri surreali e fantastici che riconducono alle tecniche del realismo magico. Mentre il libro si basa su fatti reali, la ricostruzione delle vite dei personaggi è fittizia. Ondaatje riesce a rompere le barriere tra la realtà e la fantasia mostrando come le due riescano a fondersi una con l'altra.
- 1970: Leonard Cohen (critica letteraria), Toronto: McClelland & Stewart
- 1973: Le opere complete di Billy the Kid (opera teatrale basata sulla sua poesia; vedi la sezione "Poesia", 1970, sopra); rappresentata in Nord America
- 1979: Claude Glass (critica letteraria), Toronto: Coach House Press
- 1980: Coming through Slaughter (opera teatrale basata sul suo libro; vedi la sezione "Narrativa", 1976, sopra); prodotto per la prima volta a Toronto
- 1982: Aria di famiglia (Running in the Family) (memorie), Milano, Garzanti, 2000, ISBN 9788811666240
- 1987: Nella pelle del leone (basato sul suo romanzo), New York: Knopf
- 1994: An H in the Heart: A Reader, editato con B. P. Nichol and George Bowering, Toronto: McClelland & Stewart
- 1996: Introduzione scritta per il film tratto dal suo romanzo Il paziente inglese, diretto da Anthony Minghella
- 2002: Il cinema e l'arte del montaggio: conversazioni con Walter Murch ((The Conversations: Walter Murch and the Art of Editing Film), Milano, Garzanti, 2003. ISBN 8811637562

## Premi e riconoscimenti
Durante tutta la sua carriera Ondaatje ha ricevuto numerose onorificenze e vinto diversi premi:
- Ralph Gustafson Award (1965)

- Epstein Award (1966)
- E. J. Pratt Medal (1966)
- President's Medal (1967)
- Governor General's Literary Award for Fiction (Canada) (1970, 1979, 1992, 2000, 2007)
- Booker Prize per la Narrativa (1992)
- Prix Médicis étranger (2000)
- Premio Kiriyama (2000)
- Scotiabank Giller Prize Vincitore nel 2000 con Lo spettro di Anil e finalista nel 2007 con Divisadero[30]
- Man Booker International Prize (2007)
- Commonwealth Writers Prize (Caraibi e Regione del Canada, Miglior Romanzo) (2008)
- St. Louis Literary Award dalla Saint Louis University Library Associates (2016)

Nel 2005 la Presidentessa dello Sri Lanka Chandrika Kumaratunga gli ha conferito lo Sri Lanka Rathna, la più alta onorificenza assegnata dal governo per i cittadini stranieri "per l'eccezionale e straordinario servizio alla nazione".
Nel 2016 è stato chiamata con il suo nome una nuova specie di ragno, la Brignolia ondaatjei, scoperta in Sri Lanka.